# Elecciones parlamentarias de Albania de 1987
Las elecciones parlamentarias de la República Socialista Popular de Albania fueron realizadas el 1 de febrero de 1987. El Frente Democrático, el ala comunista del Partido del Trabajo de Albania, era el único partido que podía disputar las elecciones, y por ende, logró obtener todos los 250 escaños del parlamento. Se reportó que la participación electoral fue de un 100%.

## Resultados
|  | 100 % |

|  | 100 % |

|  | 0 % |

|  | 100.00 % |

|  | 100 % |